# Клайв Оуен
Клайв Оуен (на английски: Clive Owen) е британски актьор.

## Биография
Роден е в Ковънтри на 3 октомври 1964 г. Баща му напуска семейството, когато Клайв е на 3 години. Голяма част от филмовите участия на Клайв Оуен са в холивудски и независими кино-продукции, а не в британското кино. От актьорската професия той се интересува още от детските си години. През ученическите си години той участва в няколко театрални постановки на училищно ниво, а през 1984 г. е приет в Кралската академия за драматично изкуство, където учи в продължение на 3 години.
По време на престоя си в академията Клайв Оуен участва в множество театрални представления. След това се включва в театралната група Young Vic, с която участва в множество театрални адаптации по Уилям Шекспир. По това време той се запознава и с бъдещата си жена, Сара Джейн Фентън. Двамата си партнират в пиеса по „Ромео и Жулиета“ (във водещите роли). Те сключват брак през 1995 г. Съпрузите имат две дъщери – Хана и Ева.
През 1988 г., наред с множеството театрални участия, Клайв Оуен прави и своя дебют в киното. Първата кино-продукция, в която той участва, е британският филм „Vroom“. Същинското начало на неговата филмова кариера е участието му в телевизионния сериал „Chancer“. С главната си роля в сериала той става много добре познат на публиката. За изненада на критиката и медиите, Клайв Оуен напуска сериала, въпреки успешното си представяне, и отново се насочва към кино-продукции.
След прекратяването на участието си в „Chancer“, за кариерата на Клайв Оуен настъпва лош период. През следващите 2 години той прави няколко участия в различни филми, но играта му в нито един от тях не може да достигне популярността на предишните му роли. За сметка на филмовите участия, Оуен продължава да участва в много театрални пиеси. Така се стига и до участието му в пиесата „Отблизо“ (Closer) през 1997 г., която бързо се превръща в хит. В края на 1990-те години Клайв участва в още няколко телевизионни сериала.
Голям успех в САЩ постига филмът „Croupier“, където Клайв Оуен играе мъж, който работи в казино, докато се опитва да пробие като писател. Във Великобритания „Croupier“ не е толкова добре приет, но филмът се харесва на американската критика и Клайв е забелязан в Холивуд. Това му помага най-сетне да се появи в американска филмова продукция, тъй като дотогава той няма такива участия.
Докато се представя успешно във филмите от „Second Sight“, Клайв продължава да играе и на театралната сцена. През 2001 г. се появява театралната пиеса „The Day in the Death of Joe Egg“, където Клайв отново има силно представяне. След това участва във филмите „Greenfingers“ (2000) и „Госфорд парк“ (2001). Клайв Оуен става изключително добре познат на американската публика след ролята си в екшъна „Самоличността на Борн“ през 2002 г., както главната роля в „Крал Артур“ през 2004 г. През 2004 г. той играе и във филмовата версия на театралната пиеса „Отблизо“. Във филма той играе заедно с Джулия Робъртс и Натали Портман.
През 2005 г. Клайв Оуен участва във филма „Извън релси“, в който Дженифър Анистън играе в главната роля. През същата година той се снима във филма по комиксите „Град на греха“ (Sin City). Той участва и в продължението на филма „Град на греха“. Успешен е и филма „Човек отвътре“ (Inside Man), който излиза през 2006 г.

## Филмография
| Година | Филм                   | Оригинално заглавие                | Роля                                  | Бележки |
| ------ | ---------------------- | ---------------------------------- | ------------------------------------- | --- |
| 1988   |                        | Vroom                              | Джейк                                 | |
| 1988   |                        | Boon                               | Джоф                                  | телевизионен сериал, 1 епизод |
| 1989   |                        | Precious Bane                      | Гайдън Сарн                           | телевизионен филм |
| 1990   | Играчът                | Chancer                            | Стивън Крейн/Дерек Лов                | телевизионен сериал |
| 1990   |                        | Lorna Doone                        | Джон Рид                              | телевизионен филм |
| 1991   |                        | Close My Eyes                      | Ричард                                | |
| 1993   |                        | Class of '61                       | Девин О'Нийл                          | телевизионен филм |
| 1993   |                        | Century                            | Пол Райзнър                           | |
| 1993   |                        | The Magician                       | Джордж Бърн                           | телевизионен филм |
| 1994   |                        | The Return of the Native           | Деймън Уайлдив                        | телевизионен филм |
| 1994   |                        | Doomsday Gun                       | Дов                                   | телевизионен филм |
| 1994   |                        | An Evening with Gary Lineker       | Бил                                   | телевизионен филм |
| 1994   |                        | Nobody's Children                  | Брату                                 | телевизионен филм |
| 1994   |                        | The Turnaround                     | Ник Шърман                            | |
| 1995   |                        | Bad Boy Blues                      | Пол                                   | телевизионен филм |
| 1996   |                        | The Rich Man's Wife                | Джейк Голдън                          | |
| 1996   |                        | Sharman                            | Ник Шърман                            | телевизионен сериал |
| 1997   |                        | Croupier                           | Джак Манфред                          | |
| 1997   |                        | Bent                               | Макс                                  | |
| 1998   |                        | The Echo                           | Майкъл Дийкън                         | телевизионен филм |
| 1999   |                        | Split Second                       | Майкъл Андерсън                       | телевизионен филм |
| 1999   |                        | Second Sight                       | детектив Рос Танер                    | телевизионен сериал |
| 2000   |                        | Greenfingers                       | Колин Бригс                           | |
| 2000   |                        | Second Sight: Kingdom of the Blind | детектив Рос Танер                    | телевизионен сериал |
| 2000   |                        | Second Sight: Parasomnia           | детектив Рос Танер                    | телевизионен сериал |
| 2000   |                        | Second Sight: Hide and Seek        | детектив Рос Танер                    | телевизионен сериал |
| 2001   |                        | The Hire                           | Шофьорът                              | серия късометражни филми |
| 2001   | Госфорд парк           | Gosford Park                       | Робърт Паркс                          | |
| 2001   |                        | Walk On By                         | разказвач                             | документален филм |
| 2002   | Самоличността на Борн  | The Bourne Identity                | Професорът                            | |
| 2003   | Отвъд граници          | Beyond Borders                     | Ник Калахан                           | |
| 2003   | Без миг покой          | I'll Sleep When I'm Dead           | Уил                                   | |
| 2004   | Отблизо                | Closer                             | Лари                                  | - Награда на БАФТА за най-добър актьор в поддържаща роля. - Златен глобус за най-добър поддържащ актьор. - номинация – Оскар за най-добра поддържаща мъжка роля. - номинация – Сателит за най-добър актьор в поддържаща роля в драматичен филм.               |
| 2004   | Крал Артур             | King Arthur                        | Крал Артур                            | |
| 2005   | Извън релси            | Derailed                           | Чарлз Шайн                            | |
| 2005   | Град на греха          | Sin City                           | Дуайт МакКарти                        | |
| 2006   | Децата на хората       | Children of Men                    | Тео Фарън                             | - номинация – Сатурн за най-добър актьор. |
| 2006   | Човек отвътре          | Inside Man                         | Долтън Ръсел                          | |
| 2006   | Розовата пантера       | The Pink Panther                   | Найджъл Босуел/Агент 006              | |
| 2007   | Елизабет: Златният век | Elizabeth: The Golden Age          | Сър Уолтър Роли                       | |
| 2007   | Стреляй смело          | Shoot 'Em Up                       | Смит                                  | - номинация – Сателит за най-добър актьор в мюзикъл или комедия. |
| 2009   | Интернешънъл           | The International                  | Луис Селинджър                        | |
| 2009   | Двуличие               | Duplicity                          | Рей Ковъл                             | |
| 2009   | Момчетата се връщат    | The Boys Are Back                  | Джо Уар                               | |
| 2010   | Доверие                | Trust                              | Уил Камерън                           | |
| 2011   | Елитни убийци          | Killer Elite                       | Спайк                                 | |
| 2011   | Натрапници             | Intruders                          | Джон Фароу                            | |
| 2012   | Танцьор със сенките    | Shadow Dancer                      | Мак                                   | |
| 2012   | Хемингуей и Гелхорн    | Hemingway & Gellhorn               | Ърнест Хемингуей                      | телевизионен филм - номинация – Златен глобус за най-добър актьор в минисериал или телевизионен филм. - номинация – Сателит за най-добър актьор в минисериал или телевизионен филм. - номинация – Еми за най-добър актьор в минисериал или телевизионен филм. |
| 2013   | Кръвни връзки          | Blood Ties                         | Крис Пижински                         | |
| 2013   |                        | Words and Pictures                 | Джак Маркъс                           | |
| 2014   |                        | The Knick                          | д-р Джон Такъри                       | телевизионен сериал - Сателит за най-добър актьор - номинация – Златен глобус |
| 2015   |                        | Last Knights                       | Рейдън                                | |
| 2016   |                        | The Confirmation                   | Уолт                                  | |
| 2016   | Бягството              | The Escape                         | Шофьорът                              | късометражен филм |
| 2018   | Офелия                 | The Offelia                        | Клавдий                               | пост-продукция |
| 2018   | Анон                   | Anon                               | Сам Фрийланд, агент на правителството | |